# Veuvage

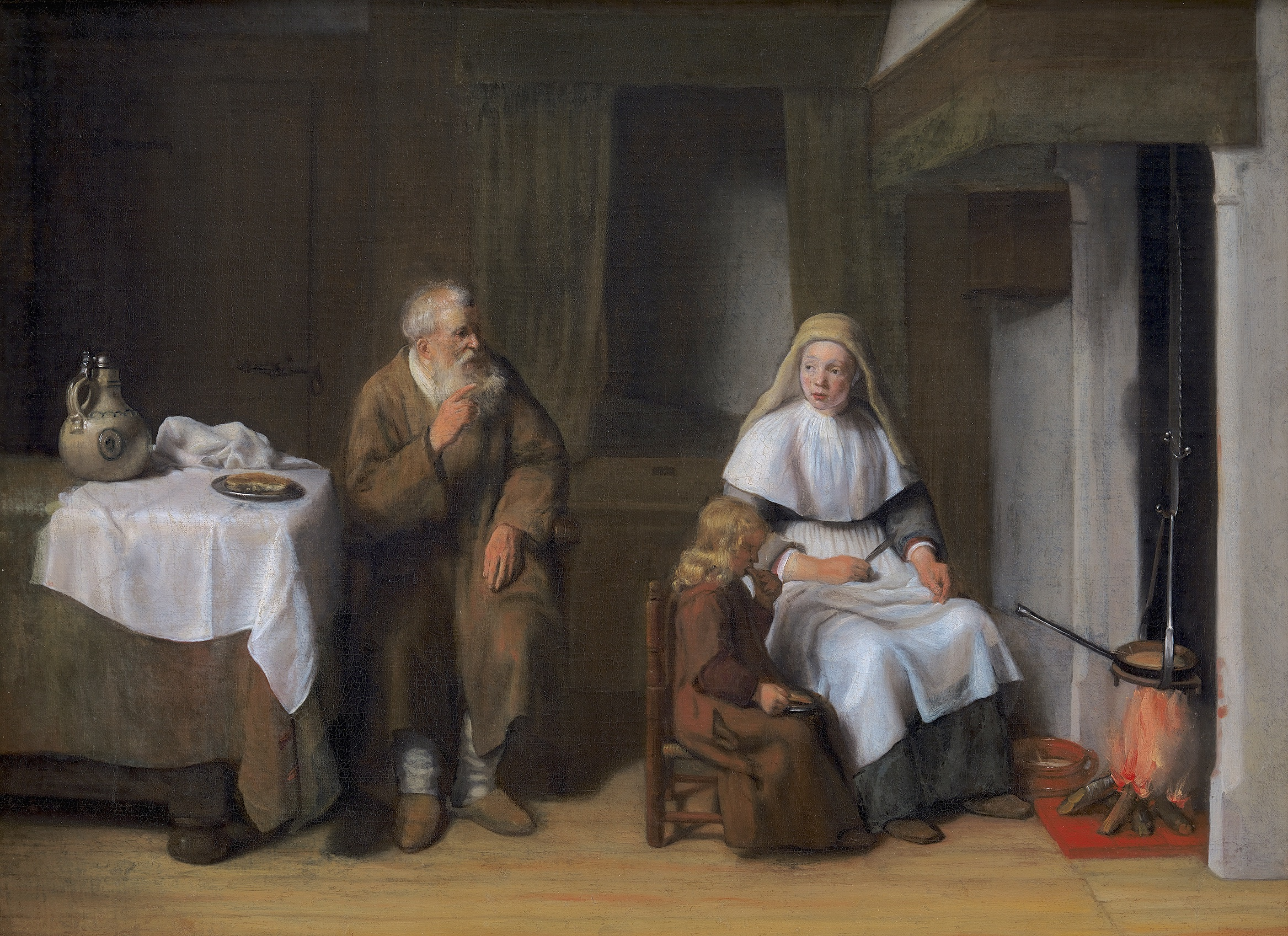
Le prophète Élie avec la veuve de Sarepta et son fils d'Abraham van Dijck.

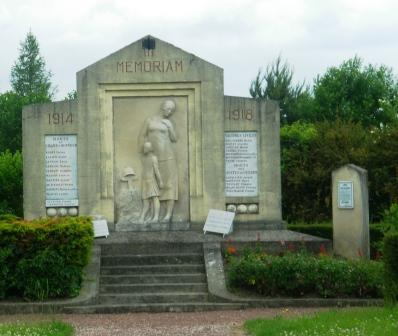
Monument aux morts d'Appilly représentant une et sa fille orpheline devant la tombe d'un soldat en tenue.

Le veuvage est l'état juridique et social de la personne dont l'époux ou l'épouse est décédé(e). Elle devient alors juridiquement veuf ou veuve. Elle perd ce statut — et les droits associés — lors d'un remariage ou d'une remise en couple.

## Effets sur la santé et qualité de vie
La mort d'un conjoint est un traumatisme important, source pour le conjoint survivant d'un risque accru de stress, de dépression et de dégradation de la santé ainsi que de surmortalité (essentiellement par alcoolisme, suicide ou d'accident - dont accident de la route). La présence chaleureuse de proches et de la famille, et éventuellement l'aide d'un psychologue augmente la résilience, mais un travail de deuil, plus ou moins long est toujours nécessaire.
Au début des années 2000, toutes choses égales par ailleurs, les veufs ont plus de risque de mourir que des hommes mariés, notamment durant la première année du veuvage. Ce risque est accru chez les hommes par rapport aux femmes, et chez les jeunes veufs par rapport aux veufs plus âgés.
Dans les 5 ans suivant la mort du conjoint, la surmortalité des veufs par rapport aux hommes mariés se réduit, avec en particulier une diminution du sur-risque dû aux morts violentes alors que l'alcool devient la première source de risque, avec à plus long terme un risque accru de maladie cardio-vasculaire qui explique le plus la différence d'espérance de vie entre veufs et personne mariée, devant les cancers et pour les femmes une mort due à l'alcool et pour les hommes due au tabac.

## Statut des veuves
Les statuts de la veuve ont été étudiés par le juriste André Rosambert en 1923, avec trois cas principaux présents jusqu'au XIVe siècle : 
1. La veuve ne peut survivre à son époux ; elle doit se suicider (bûcher funéraire des Indes) ou être mise à mort (strangulation, égorgement, enterrement vivant) ; il s'agit là d'un sacrifice (immolation).
2. Le remariage lui est interdit (cas mal établi[pas clair]) ou, au contraire, il lui est imposé (loi du lévirat juif, par exemple), du moins fermement conseillé (droit musulman).
3. Elle dispose de toute sa liberté, y compris la « prise de voile[pas clair] » (situation assez fréquente dans l'ancienne chrétienté ; l’Église accepte le remariage pourvu qu'il soit librement consenti[3]).

## Le veuvage en France

### Statistiques actuelles
En 2008, la France comptabilise 3 356 609 veuves et 678 844 veufs, soit 4 035 453 personnes frappées par le veuvage. Ainsi, les personnes veuves issues d'une union maritale représentent 6,3 % de la population française. Si l'on rajoute les cas de remariages et les concubins endeuillés, le nombre de veufs et veuves atteint alors 5 000 000.
Chaque année, 235 000 personnes environ perdent leur conjoint, parmi lesquelles 24 000 veuves et 6 000 veufs le deviennent avant l'âge de 55 ans, dont 80 % de femmes. Près de 420 000 jeunes adultes perdent un conjoint avant 55 ans.
Chaque jour comptabilise 580 nouveaux cas de veuvage, 27 % ont moins de 67 ans.
Les veufs (hommes et femmes confondus) qui ont des enfants en bas âge — moins de six ans — sont ceux qui se remettent le plus souvent en couple.
Selon la direction de la Recherche, des Études, de l'Évaluation et des Statistiques, après trois années de veuvage, 30 % d'entre eux ont vécu en couple contre 6 % des veufs ayant des enfants de plus de 18 ans au moment du décès. Les hommes ayant un niveau social élevé refont plus facilement leur vie. Selon Christiane Delbès et Joëlle Gaymu dans une étude publiée pour l'INED, 42 % des cadres retraités de 65-74 ans ont fondé une nouvelle union contre 25 % des ouvriers. Chez les femmes, le niveau social n'a guère d'influence sur les remises en couple.
Les chances de fonder un nouveau couple sont d'autant plus faibles que le veuvage a lieu à un âge tardif.
Un ou plusieurs enfants, désormais orphelins, accompagnent le parent dit « survivant ». Ils sont 500 000 orphelins de moins de 21 ans, selon une estimation d'Alain Monnier et Sylvie Pennec dans une étude publiée pour l'Institut national d'études démographiques en 2003.
La Fédération d'Associations de Conjoints Survivants (FAVEC) accueille, écoute, informe, accompagne les conjoints survivants et défend leurs droits. Elle se mobilise également en faveur du veuvage précoce et de la cause des orphelins, deux priorités largement ignorées.

### Statut des veuves et veufs

#### Statut des veuves d'orfèvres dans l'Ancien régime
Sous l'Ancien Régime, les femmes d'orfèvres dépendent de l'activité de leur mari. La mort de celui-ci peut amener la fermeture rapide de l'atelier, ou sa survivance, selon le degré de tolérance qu'a la jurande à le laisser poursuivre son activité. Cette tolérance varie suivant les régions, avec deux constantes : l'octroi à la veuve d'un poinçon dédié et identifiable (en fonction de la tolérance de la jurande), et l'absence d'exercice des droits liés à la charge (participation à la vie de la jurande, vote…).
Douai, Bordeaux, Agen, Paris ont une faible tolérance ; la généralité de Bretagne sud (siégeant à Nantes et ayant pour jurandes Quimper, Vannes et Lorient) bénéficie d'une tolérance plus élevée. Le poinçon est constitué de la lettre V (signifiant le veuvage) associée aux initiales du mari.
La généralité de Bretagne Nord (siège à Rennes et ayant pour jurandes Brest, Morlaix-Guingamp, Saint-Brieuc, Saint-Malo et Dinan) tolère une activité normale pour les veuves ; le poinçon est constitué de la lettre V avec les initiales de la veuve.
À Orléans et en Poitou-Charentes, la tolérance est maximale, les veuves ayant leur propre poinçon, sans le V distinctif.
Pour un apprenti, se marier à une veuve est un moyen d’acquérir le statut d'orfèvre.

## Le veuvage en Afrique subsaharienne
Le veuvage en Afrique subsaharienne est toujours de nos jours lié à la Culture et Tradition de l'Afrique subsaharienne. Certaines familles ou congrégations religieuses se libèrent elles-mêmes de la cérémonie du veuvage. Mais le veuvage à toujours sa place dans la vie des Hommes en honneur de leur être qui leur sont chères. Pendant les cérémonies  les veufs sont plus ou moins traités que les veuves car certaines personnes pensent que certaines femmes sont à l'origine du décès de leur frère defunt. Le veuvage en fait est une pratique qui soumet le veuf ou la veuve à une forme de souffrance en honneur du défunt ou de la défunte et en même temps libère le veuf ou la veuve du lien qui les liaient avant la mort du conjoint(e). Ce rituel de veuvage exagéré entraîne des détresses dans la vie des veuves surtout. Certaines personnes de bonne foi luttent contre l'exagération lors des cérémonies de veuvage, cependant il y a quelque peu de femmes qui soutiennent la tradition en honneur de la tradition. De nos jours le veuvage est coincé entre la tradition et la Modernité.